# Scaliola
Scaliola là một chi ốc biển, là động vật thân mềm chân bụng sống ở biển trong họ Scaliolidae.

## Các loài
Các loài trong chi Scaliola gồm có:
- Scaliola arenosa A. Adams[2]
- Scaliola caledonica Crosse, 1870[3]
- Scaliola elata Issel, 1869[4]